# パリ警視庁

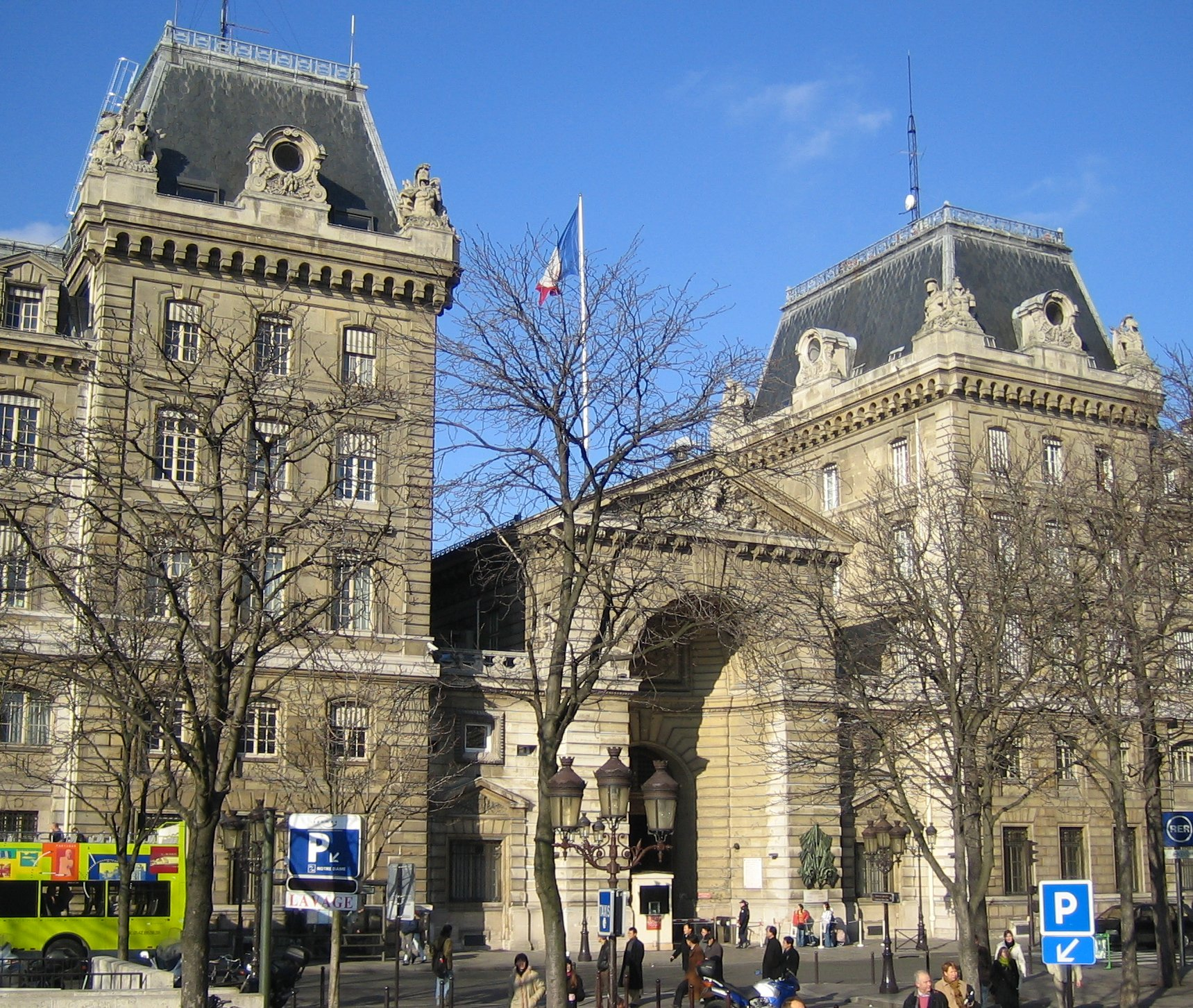
パリ警視庁本部

パリ警視庁（パリけいしちょう、フランス語: Préfecture de Police de Paris、英: Prefecture of Police of Paris）は、パリ市及びその周辺地域を管轄する警察組織（首都警察）である。逐語訳
は「パリの警察の長官事務所」「パリ警察長官府」であるが、慣用表現として「パリ警視庁」と翻訳される。シテ島に所在し、ノートルダム大聖堂の正面に位置する。

## 体制
パリ警視庁は、統領政府体制下の1800年に創設された。以後、中央政府の変遷にもかかわらず、独立した機関として維持されてきたが、1966年7月9日法によってフランス国家警察の一部となった。しかしながら国家警察総局（DGPN。日本で言う警察庁）の指揮下にあるわけではなく、これと並列で内務省の外局に近い扱いとなっている。警視庁の最高指揮官となる警視総監は、首相・内務大臣の提案にもとづき、閣議を経て、大統領の政令によって任命されるほか、他のコミューンであれば首長に属するような権限事項の一部も担当するなど、独特の地位を占めている。1944年にはパリの解放の一端を担い、団体としてレジオンドヌール勲章に叙されている。
管轄地域はパリ市内とされていたが、ニコラ・サルコジ政権下のグランパリ（大パリ）計画に伴い、2009年よりオー＝ド＝セーヌ県、セーヌ＝サン＝ドニ県及びヴァル＝ド＝マルヌ県にも拡大された。
なお、長くパリ警視庁はフランス国家警察で唯一の警察長官府（Préfecture de police）としての地位を占めてきたが、2012年、ブーシュ＝デュ＝ローヌ県を管轄するブーシュ＝デュ＝ローヌ県警察長官府がマルセイユに設置された。

### 組織
下記の6つの主要内部部局から構成されている。
- パリ地域圏司法警察局（パリDRPJ） - 刑事警察部門。刑事部（BC）や捜査介入部（BRI; 他部局所属のBRIと区別するためBRI-PPとも称される）をはじめとする7個の部署を基幹として構成されている
- パリ都市圏保安局（DSPAP） - 地域警察、生活安全部門。上記の管轄範囲拡大に伴い、近隣都市警察局（direction de la police urbaine de proximité, DPUP）を改編して2009年に設置された。警邏を含めた防犯・保安活動を実施しており、自動車警ら隊に相当する犯罪対策班（BAC）などが設置されている
- 公秩序・交通局（DOPC） - 警備警察、交通警察部門。機動隊に相当する介入部隊（BI）や機動暴動鎮圧部隊（BRAV-M）などが設置されている
- 情報局（DRPP） - 公安警察部門
- イノベーション・物流・技術局（DILT）
- パリ消防旅団（BSPP）

なお人質救出作戦や対テロ作戦の必要が生じた場合には、パリDRPJのBRI-PPを基幹に、DOPCのBIなどその他部署からの要員を編入したタスクフォースとして、コマンド対策部隊（BRI-BAC: Brigade anticommando）が編成される。これはフランス国内初の対テロ特殊部隊であったこともあって、パリ圏外への派遣も頻繁に行われてきた。2009年7月31日以降は、国家警察介入総隊（FIPN）の下で、国家警察総局のRAIDやGIPNと統合して運用されている。

### 勢力
（2001年 統計）
- 警察官 17,979人
- その他職員 7,433人
- パリ市消防局隊員 6,840人
- 警察署 20署
- パトカー、消防車、白バイ、警備艇、ヘリコプターを含む関係車両・機体 6120台

### 本庁舎
警視庁の本部はシテ島に置かれており、かつてのサン・マルシャル修道院の跡にある。現在の建物は、ネオフィレンツェスタイルで1863年から1867年に建築されたもので、1871年以来、警視庁の枢要部が使用している。最寄り駅はメトロ4号線シテ駅である。

## パリ警視庁が登場する作品
- メグレ警視シリーズ - ジョルジュ・シムノン作の推理小説シリーズ　＊正確には、メグレ警視はパリ司法警察局（la Police judiciaire, P.J.）の所属であり、その執務室はパリ警視庁内ではなく、その裏手に建つ巨大なパリ司法宮（パレ・ド・ジュスティス, Le palais de justice de Paris）の南側に間借りする司法警察局にあった。この住所が「パリ、オルフェーヴル河岸36番地」であり、「オルフェーヴル河岸」（Quai des Orfèvres）ないしは「36」（trente-six）と呼ばれた。1966-1968年にパリ警視庁と内務省警察局（Sûreté nationale）は統合されるが、シリーズの設定上、すでにこの時期メグレは引退していた可能性が高い。なお、作中ではパリ警視庁の警察救助隊（Police secours）がしばしば登場し、パリ警視庁に置かれるその司令室にはメグレら司法警察局の刑事も足を運んだ。
- アルセーヌ・ルパンシリーズ - モーリス・ルブラン作の推理・冒険小説シリーズ
- 『あるいは裏切りという名の犬』 - 元警察官のオリヴィエ・マルシャル監督による2004年のフランス映画
- Gメン'75 「パリ警視庁の五百円紙幣」1977年
- 刑事ジョー パリ犯罪捜査班 - ジャン・レノ主演の刑事ドラマ
- 猟犬たちの夜 オルフェーヴル河岸36番地-パリ警視庁
- レ・ミゼラブル - ヴィクトル・ユーゴー作の大河小説
- アストリッドとラファエル 文書係の事件録 - フランスの刑事ドラマ